# 小行星25645
小行星25645（25645 Alexanderyan）是一颗绕太阳运转的小行星，为主小行星带小行星。该小行星于2000年1月20日发现。

## 轨道参数
小行星25645的轨道半长轴为362 779 058 km，2.4249937 UA，离心率为0.094。